# 八白村
八白村（やつしろむら）は、愛知県東春日井郡にかつてあった村である。
現在の尾張旭市東部（三郷など）、瀬戸市西部（共栄通・神川町・瘤木町・城ヶ根町・美濃池町など）に該当する。

## 歴史
- 1878年（明治11年） - 井田村、瀬戸川村、狩宿村が合併し、三郷村となる。
- 1889年（明治22年）10月1日 - 稲葉村、三郷村、今村、美濃ノ池村が合併し、八白村が発足。
- 1906年（明治39年）7月16日 - 印場村、新居村と合併し、旭村が発足。同日八白村は廃止。
- 1925年（大正14年）8月25日 - 旭村の一部（今・美濃ノ池）を瀬戸町に編入する。

## 交通
- 瀬戸自動鉄道
  - 三郷駅
  - 今村駅